# Agustí Antoni Minuart i Parets
Agustí Antoni Minuart i Parets (Barcelona, 1677 — 1743) fou un escriptor religiós en llengua castellana d'una família de Sant Celoni, Baix Montseny. Era germà de Joan Minuart i Parets (1693-1768) botànic català.
Fou graduat en Teologia a la Universitat de Barcelona i frare agustinià. Va ser prior dels convents de Cervera (1709) i de Barcelona, i membre de l'Acadèmia de Barcelona (1729), de la qual fou director (1734-43). Entre les seves obres destaquen Reloj de la buena muerte (1711) i El solitario en el poblado... (1744).
L'Escola de Crist comissionà Agustí Antoni Minuart perquè escrigués una biografia laudatòria d'Antoni Pau Centena El solitario en poblado. Vida del venerable e ilustre doctor Antonio Pablo Centena.

El seu epitafi feia: 
| « | Antonius Paulus Centena, Sanctæ Theologiæ Doctor, Hujus almæ eeclesiæ Decanus. Vir Vitâ conspicuus, pænitentiâ stylita: In frequentibus Dæmonum victoriis Alter Antonius; Novus solitarius in civitate. Paulus moritur mundo Vivit in cœlo, Piâ credulitate. Obiit die 11 decembris M. DC. XCI. | » |
| — | |   |